# Torfgas
Torfgas ist ein durch trockene Destillation von Torf dargestelltes Leuchtgas.
Die Leuchtkraft von Torfgas liegt zwischen der von Steinkohlegas und von Holzgas. 100 kg Torf ergeben 20 bis 28 m³ Torfgas, 25 bis 30 kg Torfkohle, 3 bis 5 kg Teer und 15 bis 28 kg Ammoniakwasser. 
Das rohe Torfgas enthält bis zu 30 % Kohlensäure und braucht pro 100 m³ Gas 70 kg Kalk zur Reinigung, weshalb es zur Darstellung im Großbetrieb nicht geeignet ist.